# Antoine Marfan (médecin)
Pour les articles homonymes, voir Antoine Marfan et Marfan.
Bernard-Jean Antonin Marfan, dit Antoine Marfan, né à Castelnaudary (Aude) le 23 juin 1858 et mort à Paris le 11 février 1942, est un médecin pédiatre français, considéré comme l'un des fondateurs de la pédiatrie en France.

## Biographie
Muni de ses diplômes de bachelier es-lettres et de bachelier es-sciences, le jeune Marfan fit part à son père de son désir d’étudier la médecine ; ce dernier, médecin lui-même, tenta de l’en dissuader tant sa vie de médecin de campagne était pénible et peu rémunérée : il aurait bien vu son fils s’orienter vers l’École polytechnique mais finit par donner son assentiment.
Antoine s’inscrivit donc à l’École de Médecine de Toulouse en 1877 et y passa deux années au cours desquelles il accompagna souvent son père dans ses visites et il parla toujours, avec émotion, de l’enseignement qu’il en avait tiré.
En septembre 1879, il vint à Paris préparer le concours de l’externat en même temps qu’il suivit comme stagiaire le service de Lasègue à l’hôpital de la Pitié : il garda, toute sa vie une admiration sans borne pour son premier patron. Après une première année à l’hôpital Laennec, il revint en janvier 1881, dans le service de Lasègue.
Nommé interne en décembre 1881, il commença son internat dans un service de chirurgie, à l’hôpital Cochin, puis en dermatologie chez Vidal avant de terminer  à l’Hôtel-Dieu. Il soutint sa thèse de doctorat en janvier 1887 sur les « Troubles et lésions gastriques dans la phtisie pulmonaire ». Moniteur dans le laboratoire d’anatomie pathologique, chef de clinique à Necker puis chef de laboratoire, il est nommé agrégé et médecin des hôpitaux en 1892.
Comme agrégé, il fut amené à remplacer Jacques-Joseph Grancher dans son service de l'hôpital des Enfants Malades et c’est ainsi qu’il se spécialisa dans les maladies de l’enfance ; en 1901, il prit la direction du service de la diphtérie des Enfants Malades, poste qu’il occupa pendant six ans ; il organisa la première consultation de nourrisson dans cet hôpital en même temps qu’il enseignait l’hygiène et les maladies pédiatriques.
En 1908, il prit la direction du service de médecine aux Enfants Malades puis la chaire de thérapeutique à la Faculté de Médecine de Paris ; en juin 1914, il fut élu à l’Académie de Médecine ; en octobre 1914, une chaire d’hygiène et de clinique de la première  enfance fut créée et elle lui fut confiée : transférée en 1920 à l’hospice des Enfants Assistés, Avenue Denfert-Rochereau, elle connut un très vif succès et le nombre d’étudiants et de médecins qui suivit l’enseignement du professeur Marfan fut très important.
À l’hospice des Enfants Assistés, Marfan s’attacha à la lutte contre l’énorme mortalité dans les pouponnières : c’est en modifiant l’alimentation et les conditions d’hygiène des nouveau-nés qu’il fit passer la mortalité de cinquante pour cent en 1920 à sept pour cent en 1931.
Arrivé à l’âge de la retraite en 1928, il eut pour successeur le professeur Pierre Lereboullet.
Resté très attaché à son pays natal, il avait conservé à Castelnaudary la maison familiale et il y revenait dès que ses nombreuses obligations lui laissaient quelques répits.
C’est à son domicile parisien qu’il s’est éteint en 1942.

## Son œuvre
Toute une période de la vie de Marfan fut consacrée aux affections de l’âge adulte ; ses premières recherches ont été consacrées à la tuberculose : au moment où il commença son internat, Robert Koch venait de découvrir le bacille qui porte son nom et son attention fut vivement attirée par cette découverte ; c’est d’ailleurs l’un des aspects de cette maladie qu’il prit pour le sujet de sa thèse. En 1892, il publia une monographie sur la tuberculose pulmonaire qui fut très remarquée.
Les troubles digestifs et les états de dénutrition des jeunes enfants attirèrent son attention par leur fréquence et leur gravité ; ses travaux sur l’allaitement et les affections des voies digestives de la première enfance ont constitué, pendant de nombreuses années, la référence en la matière.
Il s’est penché également sur le rachitisme et ses recherches anatomiques et cliniques l’ont conduit à adopter une théorie nouvelle qu’il a exposé en 1911 dans une monographie qu’il a complétée par la suite.

## Éponymie
En 1896, Marfan décrit des anomalies de développement chez une jeune fille de 5 ans aux membres et aux doigts particulièrement allongés. Il nomme cette maladie la dolichosténomélie, qui sera appelée par la suite le syndrome de Marfan, maladie héréditaire du tissu conjonctif. Le cas décrit en 1896 correspond en réalité à un syndrome proche, mais toutefois différent.
Divers autres états médicaux éponymes lui doivent leur nom, parmi lesquels :
- Le syndrome de Dennie-Marfan
- Le syndrome hypermobilité de Marfan
- La loi de Marfan
- Le signe de Marfan
- Le symptôme de Marfan
- Le syndrome de Marfan-Madelung

## Principales publications
- Troubles et lésions gastriques dans la phtisie pulmonaire, Paris : G. Steinheil, 1887.
- Traité des maladies de l'enfance, publié sous la direction de MM. J. Grancher, J. Comby, A.-B. Marfan, Paris : Masson, 5 volumes, 1897-1898.
- Traité de l'allaitement et de l'alimentation des enfants du premier âge, Paris : G. Steinheil, 1899.
- Les Gastro-entérites des nourrissons : étiologie, pathogénie, prophylaxie, Paris : Masson, 1900.
- Leçons cliniques sur la diphtérie et quelques maladies des premières voies, Paris : Masson, 1905.
- Le Rachitisme et sa pathogénie, Paris : J.-B. Baillière et fils, 1911.
- Étude historique et critique sur les affections de l'appareil digestif dans la première enfance, suivie d'un essai de classification clinique de ces affections, Paris : J.-B. Baillière et fils, 1918.
- Les Affections des voies digestives dans la première enfance, Paris : Masson, 1923.
- Clinique des maladies de la première enfance. Introduction et notions générales, le nouveau-né et le nourrisson, affections de la bouche, affections des voies respiratoires, tuberculose, malformations congénitales du cœur, Paris : Masson, 1926.
- Précis d'hygiène et des maladies de la première enfance, publié sous la direction de A. B. Marfan et Henry Lemaire, par Weill-Hallé, Blechmann, Dorlencourt, Hallez, Lavergne, Roudinesco, Salès, Turquety, Pierre Vallery-Radot, Paris : J.-B. Baillière et fils, 1930.
- Figures lauragaises. Le Catharisme, la guerre des Albigeois et saint Pierre Nolasque, Martin Dauch, Sophie de Soubiran, le général Laperrine., Paris : Librairie académique Perrin, 1933.
- Souvenirs d'externat. Charles Lasègue, Paris, Masson, 1933.
- Étude sur les maladies de l'enfance. Scrofule, rachitisme, lymphatisme, albuminurie intermittente, céphalée des écoliers, défécation involontaire, paraplégie spasmodique, varicelle. Fonction du péricarde. Tubage et détubage, Paris, Masson, 1936